# Train (band)
Train is een Amerikaanse rockband uit San Francisco.

## Geschiedenis
In 1997 trad de groep op in het voorprogramma van groepen als Blues Traveler, Barenaked Ladies en Counting Crows. In 1998 verscheen hun naar henzelf vernoemde debuutalbum, dat poprock bevatte. Van het debuutalbum werden in thuisland Amerika één miljoen exemplaren verkocht. De band wist vijf keer genomineerd te worden voor een Grammy.
De doorbraak van de band kwam met het tweede album Drops of Jupiter uit 2001. Vooral de gelijknamige single werd wereldwijd een grote hit. Het leek erop dat de band een eendagsvlieg zou blijven, want na Drops of Jupiter behaalden ze geen hit meer, tot in 2010. Met de single Hey, Soul Sister had de band zelfs een nummer 1-hit in Nederland. Nadien ging het weer goed met de band en in 2012 bereikten ze met de single Drive By, de eerste single van het album California 37, weer een top 10-hit. In 2013 volgden de hits Bruises en Mermaid.

## Bandleden
- Patrick Monahan - Zang (sinds 1994)
- Hector Maldonado - Basgitaar (sinds 2008)
- Jerry Becker - Keyboard,gitaar (sinds 2008)

### Voormalige bandleden
- Jimmy Stafford - Gitaar (1994-2016)
- Drew Shoals - Drums (2014-2018)
- Charlie Colin - Basgitaar (1994-2003)
- Rob Hotchkiss - Gitaar (1994-2003)
- Scott Underwood - Drums (1994-2014)
- Johnny Colt - Basgitaar (2003-2006)
- Brandon Bush - Keyboard (2003-2006)

## Discografie

### Albums
| Album met eventuele hitnotering(en) in de Nederlandse Album Top 100 | Datum van verschijnen | Datum van binnenkomst | Hoogste positie | Aantal weken | Opmerkingen |
| ------------------------------------------------------------------- | --------------------- | --------------------- | --------------- | ------------ | ----------- |
| Train                                                               | 1998                  | -                     |                 |              |             |
| Drops of Jupiter                                                    | 27-03-2001            | 07-07-2001            | 3               | 23           | Goud        |
| My Private Nation                                                   | 2003                  | -                     |                 |              |             |
| Alive at Last                                                       | 08-11-2004            | -                     |                 |              | Livealbum   |
| For Me, It's You                                                    | 20-02-2006            | -                     |                 |              |             |
| Save Me, San Francisco                                              | 23-04-2010            | 24-04-2010            | 13              | 27           |             |
| California 37                                                       | 13-04-2012            | 21-04-2012            | 16              | 26           |             |
| Bulletproof Picasso                                                 | 12-09-2014            | 20-09-2014            | 18              | 3            |             |
| Christmas in Tahoe                                                  | 13-11-2015            | -                     |                 |              |             |
| Train Does Led Zeppelin II                                          | 03-06-2016            | -                     |                 |              |             |
| A Girl, a Bottle, a Boat                                            | 27-01-2017            | 04-02-2017            | 61              | 1            |             |

| Album met hitnotering(en) in de Vlaamse Ultratop 200 albums | Datum van verschijnen | Datum van binnenkomst | Hoogste positie | Aantal weken | Opmerkingen |
| ----------------------------------------------------------- | --------------------- | --------------------- | --------------- | ------------ | ----------- |
| Drops of Jupiter                                            | 27-03-2001            | 08-09-2001            | 32              | 8            |             |
| Save Me, San Francisco                                      | 23-04-2010            | 08-05-2010            | 75              | 6            |             |
| California 37                                               | 13-04-2012            | 19-05-2012            | 103             | 11           |             |
| Bulletproof Picasso                                         | 12-09-2014            | 20-09-2014            | 141             | 1            |             |
| A Girl, a Bottle, a Boat                                    | 27-01-2017            | 04-02-2017            | 180             | 1            |             |

### Singles
| Single met eventuele hitnotering(en) in de Nederlandse Top 40 | Datum van verschijnen | Datum van binnenkomst | Hoogste positie | Aantal weken | Opmerkingen                                        |
| ------------------------------------------------------------- | --------------------- | --------------------- | --------------- | ------------ | -------------------------------------------------- |
| Drops of Jupiter (Tell Me)                                    | 2001                  | 07-07-2001            | 3               | 20           | Nr. 5 in de Mega Top 100                           |
| Something More                                                | 2001                  | 03-11-2001            | tip 7           | -            | Nr. 70 in de Mega Top 100                          |
| She's on Fire                                                 | 2002                  | -                     |                 |              | Nr. 88 in de Mega Top 100                          |
| Hey, Soul Sister                                              | 2009                  | 13-02-2010            | 1(7wk)          | 25           | Nr. 3 in de Single Top 100 / Hit van het jaar 2010 |
| If It's love                                                  | 2010                  | 12-06-2010            | tip 2           | -            |                                                    |
| Shake up Christmas                                            | 06-12-2010            | 25-12-2010            | 6               | 4            | Nr. 7 in de Single Top 100                         |
| Drive By                                                      | 23-01-2012            | 11-02-2012            | 4               | 22           | Nr. 9 in de Single Top 100 / Platina               |
| 50 Ways to Say Goodbye                                        | 2012                  | 09-06-2012            | 14              | 16           | Nr. 22 in de Single Top 100 / Alarmschijf          |
| Bruises                                                       | 2012                  | 01-12-2012            | 30              | 4            | met Ashley Monroe / Nr. 49 in de Single Top 100    |
| Mermaid                                                       | 2013                  | 20-04-2013            | 19              | 12           | Nr. 45 in de Single Top 100                        |
| Angel in Blue Jeans                                           | 2014                  | 02-08-2014            | 23              | 11           | Nr. 58 in de Single Top 100                        |
| Bulletproof Picasso                                           | 2014                  | 13-12-2014            | tip 13          | -            |                                                    |
| Merry Christmas Everybody                                     | 2015                  | 05-12-2015            | tip 18          | -            |                                                    |

| Single met hitnotering(en) in de Vlaamse Ultratop 50 | Datum van verschijnen | Datum van binnenkomst | Hoogste positie | Aantal weken | Opmerkingen                |
| ---------------------------------------------------- | --------------------- | --------------------- | --------------- | ------------ | -------------------------- |
| Drops of Jupiter (Tell me)                           | 2001                  | 01-09-2001            | 5               | 14           | Nr. 5 in de Radio 2 Top 30 |
| Something More                                       | 2001                  | 15-12-2001            | tip 14          | -            |                            |
| Hey, Soul Sister                                     | 2009                  | 27-03-2010            | 3               | 21           | Nr. 1 in de Radio 2 Top 30 |
| If It's Love                                         | 2010                  | 28-08-2010            | tip 37          | -            |                            |
| Shake up Christmas                                   | 2010                  | 25-12-2010            | 24              | 3            |                            |
| Drive By                                             | 2012                  | 31-03-2012            | 21              | 14           | Nr. 4 in de Radio 2 Top 30 |
| 50 Ways to Say Goodbye                               | 2012                  | 16-06-2012            | tip 2           | -            |                            |
| Mermaid                                              | 2013                  | 20-04-2013            | tip 9           | -            |                            |
| Angel in Blue Jeans                                  | 2014                  | 16-08-2014            | tip 10          | -            |                            |
| Play That Song                                       | 2017                  | 11-03-2017            | tip             | -            |                            |

### NPO Radio 2 Top 2000
| Nummers met noteringen in de NPO Radio 2 Top 2000 | '03 | '04 | '05 | '06 | '07 | '08 | '09  | '10 | '11  | '12  | '13  | '14  | '15 | '16 | '17  | '18 | '19 | '20 | '21 | '22 | '23  | '24 |
| ------------------------------------------------- | --- | --- | --- | --- | --- | --- | ---- | --- | ---- | ---- | ---- | ---- | --- | --- | ---- | --- | --- | --- | --- | --- | ---- | --- |
| 50 Ways to Say Goodbye                            | ×   | ×   | ×   | ×   | ×   | ×   | ×    | ×   | ×    | 714  | 1531 | -    | -   | -   | -    | -   | -   | -   | -   | -   | -    | -   |
| Bruises (met Ashley Monroe)                       | ×   | ×   | ×   | ×   | ×   | ×   | ×    | ×   | ×    | -    | 1949 | -    | -   | -   | -    | -   | -   | -   | -   | -   | -    | -   |
| Drive By                                          | ×   | ×   | ×   | ×   | ×   | ×   | ×    | ×   | ×    | 1061 | 1794 | -    | -   | -   | -    | -   | -   | -   | -   | -   | -    | -   |
| Drops of Jupiter (Tell Me)                        | 551 | 515 | 765 | 702 | 878 | 735 | 1067 | 608 | 595  | 365  | 443  | 577  | 660 | 875 | 1002 | 874 | 927 | 867 | 998 | 964 | 1031 | 891 |
| Hey, Soul Sister                                  | ×   | ×   | ×   | ×   | ×   | ×   | -    | 685 | 1193 | 1078 | 1544 | 1941 | -   | -   | -    | -   | -   | -   | -   | -   | -    | -   |

1. ↑  Een '-' betekent dat het nummer niet was genoteerd, een '×' betekent dat het nummer nog niet was uitgebracht en een vetgedrukt getal geeft de hoogste notering van een nummer aan.
2. ↑  2003 was het eerste jaar met een notering voor Train.

## Trivia
- Train kwam voor in de elfde aflevering van het zesde seizoen van CSI: NY. Daarin werd een zekere zanger genaamd Sam Baker, vertolkt door Patrick Monahan, verdacht van moord. Ook zong de band er het nummer "Hey, Soul Sister".
- Ze schreven de eindtrack voor de film Abduction (2011).
- In 2012 speelde Train de nummers Hey, Soul Sister en Drive By in een aflevering (seizoen 4, aflevering 18) van 90210 waar de band optrad op een fictief festival dat de groep bezocht.